# István Chernel
István Chernel ([ˈiʃtvaːn], [ˈt͡ʃɛɾnɛl]), né le 31 mai 1865 à Kőszeg (Hongrie) et mort le 21 février 1922 dans cette même ville, est un ornithologue hongrois.

## Biographie
Son père est Kálmán Chernel (1822-1891), un historien qui s'intéresse également à l'ornithologie, qui l'initie à l'observation des oiseaux. István commence à observer les oiseaux quotidiennement dès l'âge de 12 ans.
Il fait des études de droit à Pozsony (Bratislava, aujourd'hui en Slovaquie) et à Budapest. Après la fin de celles-ci, il retourne à Kőszeg et se consacre à l'ornithologie.
En 1891, il voyage en Norvège au cours duquel il fait des observations sur la géologie et la géographie. Il contribue à la popularisation du ski, notamment en écrivant un livre sur cette discipline. Il aurait été le premier skieur hongrois.
En 1899, il fait paraître un important ouvrage sur les oiseaux, le premier livre ornithologique signé par un hongrois, qui synthétise 22 ans d'observations assidues. Il plaide l'importance économique des oiseaux et contribue à un renouveau à l'égard de l'environnement, préfigurant l'écologie.
En 1916, il dirige le Centre ornithologique royal de Hongrie et publie, en 1918, un catalogue des oiseaux de son pays.